# Правило Этвёша
Правило Этвёша (Этвеша), также закон Этвёша  — эмпирическая зависимость поверхностного натяжения от температуры. Впервые выведена венгерским физиком Лорандом Этвёшом в 1886 году. В критической точке коэффициент поверхностного натяжения равен нулю. Согласно правилу 
1. Поверхностное натяжение есть линейная функция от температуры
Это предположение примерно выполняется для большинства известных жидкостей. Если построить график зависимости коэффициента поверхностного натяжения от температуры, можно увидеть довольно прямую линию, которая пересекает ось абсцисс при критической температуре.
2. Температурная зависимость поверхностного натяжения может быть изображена для всех жидкостей таким образом, что данные помещаются на одну общую кривую. Для этого надо знать или молярную массу, плотность, или молярный объём соответствующей жидкости.

## Описание
Если V — это молярный объём и Tc — это критическая температура жидкости, то коэффициент поверхностного натяжения σ равен:
{\displaystyle \sigma V^{2/3}=k(T_{c}-6K-T)\,}
где k является константой для всех жидкостей. Константа Этвёша имеет значение 2,1 × 10-7 Дж/K•моль-2/3.
Молярный объём V можно определить, зная молярную массу M и плотность ρ:
{\displaystyle V=M/\rho \,}
Для удобства, полезно преобразовать формулу так, чтобы она не использовала единицы моль-2/3. Для этого используют число Авогадро NA:
{\displaystyle \sigma =k'\left({\frac {M}{\rho N_{A}}}\right)^{-2/3}(T_{c}-6K-T)=k'\left({\frac {N_{A}}{V}}\right)^{2/3}(T_{c}-6K-T)}
Как показали в 1940 году Джон Ленард-Джонс и Корнер с помощью статистической механики, константа k' примерно равна постоянной Больцмана.

### Вода
Для воды, находящейся в температурном интервале между 0 и 100 °C справедливо следующее уравнение:
{\displaystyle \sigma =0.07275\ \mathrm {N/m} \cdot (1-0.002\cdot (T-291\ \mathrm {K} ))}.